# ボルボーナ
ボルボーナ（伊: Borbona）は、イタリア共和国ラツィオ州リエーティ県にある、人口約570人の基礎自治体（コムーネ）。

## 地理

### 位置・広がり
リエーティ県のコムーネ。県都リエーティから東北東へ26kmの距離にある。

#### 隣接コムーネ
隣接するコムーネは以下の通り。括弧内のAQはラクイラ県所属を示す。
- アントロドーコ
- カニャーノ・アミテルノ (AQ)
- チッタレアーレ
- ミチリアーノ
- モンテレアーレ (AQ)
- ポスタ

### 気候分類・地震分類
ボルボーナにおけるイタリアの気候分類 (it) および度日は、zona E, 2805 GGである。
また、イタリアの地震リスク階級 (it) では、zona 1 (sismicità alta) に分類される。